# Saropogon maroccanus
Saropogon maroccanus là một loài ruồi trong họ Asilidae. Saropogon maroccanus được Séguy miêu tả năm 1930. Loài này phân bố ở vùng Cổ Bắc giới.